# بامبلايجا
بلدية بامبلايجا (بالإسبانية: Pampliega)‏، هي إحدى بلديات مقاطعة برغش، التي تقع في منطقة قشتالة وليون، والتي تقع في شمال غرب إسبانيا.
يبلغ عدد سكانها 417 نسمة وفقاً لإحصائية سنة (2002).